# Clara Guiol
Clara Mildred Guiol (Puebla, Mexico, 30 november 1908 - Port Coquitlam, Brits-Columbia, 1995) was een Amerikaanse actrice. Ze begon haar carrière in de jaren 1920 bij Hal Roach, waar ze bijrollen speelde in komedies. Haar broer, Fred Guiol, werkte daar op dat moment als camera-assistent. Jarenlang werkte Clara Guiol bij Roach, onder andere met Charley Chase, Our Gang en Laurel & Hardy. 
Titels waar zij in verscheen zijn A Quiet Street (1922), Cradle Robbers (1924), Should Men Walk Home? (1927), The Lighter That Failed (1927) en Two Tars (1928). Guiol werkte bij de filmstudio tot medio 1930.